# Shih Tzu
Thạch sư khuyển hay Shih Tzu là giống chó cảnh có nguồn gốc từ Tây Tạng, giống chó này có vẻ mặt dịu dàng, bộ lông dài óng ả và bản tính vui tươi. Tên của loài chó này có nghĩa là “sư tử” nhưng Shih Tzus thực chất lại là những chú chó rất dễ mến.

## Lịch sử
Giống chó Shih Tzu có nguồn gốc từ thế kỷ 16 có nguồn gốc từ vùng núi Tây Tạng và được phát triển mạnh ở Trung Quốc vào cuối thế kỷ 19, giống chó này được coi là một loài vật linh thiêng và được nuôi dưỡng trong giới hoàng gia Trung Quốc, giống chó này không được buôn bán ra nước ngoài chỉ khi đến những năm1930 những cặp chó Shih Tzu đầu tiên được nhập khẩu vào Anh và dần được biết đến rộng rãi ở một số nước Châu Âu.
Nguồn gốc thực sự của giống chó Shih Tzu đến nay vẫn là một bí ẩn gây tranh cãi. Tuy nhiên, dựa vào công nghệ phân tích gen di truyền và các tư liệu khảo cổ, có một điều chắc chắn là chúng xuất hiện ở cao nguyên Tây Tạng. Từ thời xa xưa, Shih Tzu được coi là một giống chó rất quý, thường được các nhà sư Tây Tạng nuôi và nhân giống để làm quà tặng cho các Hoàng đế Trung Hoa cổ đại. Nhiều vị vua ở Trung Quốc và Mông Cổ coi chó Shih Tzu là linh vật, có khả năng mang lại sự thịnh vượng và thái bình.
Dù rất có một vị trí đặc biệt trong các triều đại phong kiến Trung Quốc nhưng chó Shih Tzu lại hầu như không được phần còn lại của thế giới biết tới mãi cho đến năm 1861, khi một người của Hoàng gia Anh trở thành hoàng hậu của Trung Quốc (hoàng hậu T’zu Hsi). Bà có một tình yêu lớn với giống chó này và ra sắc lệnh xử tử những ai dám xâm hại đến giống chó này. Dưới triều đại của T’zu Hsi, những chú chó Shih Tzu có cung điện, người hầu riêng và được chăm sóc như những công chúa, hoàng tử thực sự.
Năm 1928, một cặp chó Shih Tzu đầu tiên được đưa đến Anh Quốc bởi Lady Brownrigg, phu nhân của một vị tướng quân ở miền Bắc Trung Quốc. Chó Shih Tzu từ đó được biết đến rộng rãi tại Anh và các nước phương Tây, số lượng chó Shih Tzu nhập khẩu vào Anh theo đó cũng ngày một nhiều. Nhiều trại chó Shih Tzu được thành lập để nhân giống và bán các quý bà thượng lưu ở cả châu Âu và Mỹ.

## Đặc điểm
Shih Tzu là giống chó khá nhỏ, có chiều cao phổ biến từ 20 – 25 cm và cân nặng từ 3 – 8 kg, được xếp vào kích thước toy (những giống chó có kích thước < 25 cm). Thạch sư khuyển là dòng chó có bề ngoài nhỏ gọn, chắc nịch, phần cơ thể hơi dài hơn so với chiều cao. Chúng có kích thước cao 28 cm và cân nặng chỉ từ 4 – 7 kg. Lông chó Shih Tzu rất dài, hầu hết những chú chó Shih Tzu sẽ có bộ lông dài quét đất khi trưởng thành nếu không được cắt tỉa.
Đầu thủ rộng và tròn, đặc điểm ấn tượng của chúng là có đôi mắt to tròn và khoảng cách giữa 2 mắt xa nhau, mũi rộng với lỗ mũi mở, cái mõm vuông và khuôn mặt ngắn, khung hàm trề với những chiếc răng cửa hàm dưới phủ lên răng cửa của hàm trên, khuôn mặt phủ đầy lông rậm và dài, nhúm lông dài trên đầu thường được cột gọn, đôi tai mọc thấp hai bên đầu rũ xuống và chiếc đuôi cong cong lên sau lưng.
Lông chúng thường có màu sáng, có thể là màu trắng, vàng, kem đơn sắc hoặc pha nâu, pha vàng hoặc đen. Bộ lông khi bé ngắn và xoăn tự nhiên nhưng sẽ dài và thẳng hơn khi lớn. Những chú chó Shih Tzu có bộ lông rất thẳng và mượt hầu hết là do được là ép rất công phu. Chúng cũng có phần lông đầu dài rất đặc trưng và thường được buộc lên trông giống chiếc mũ. Đầu chó Shih Tzu tròn với lông rậm rạp. Tai to dài và rủ xuống 2 bên đầu. Mắt tròn, to màu nâu đen, mũi hếch, mõm ngắn, miệng nhỏ rất đáng yêu. Do mắt chúng to và hơi lồi nên dễ bị thương khi chơi đùa.

## Tính cách
Shih Tzu là giống chó hiền lành, tình cảm và rất gần gũi với chủ, tuy nhiên khá khó gần với người lạ do hơi nhút nhát. Giống chó này khá tinh nghịch khi ở nhà một mình, chúng thích chạy nhảy loăng quăng và cắn xé những vật mềm. Shih Tzu là giống chó khá có bản tính khá đặc biệt, tính cách của chúng khá thân thiện gần gũi, hiếu động, và thông minh, nhưng đôi khi chúng cũng tỏ ra bướng bỉnh và cứng đầu, cần phải có phương pháp huấn luyện đúng cách, nhẹ nhàng và kiên nhẫn.
Shih Tzu rất dễ thích nghi với cuộc sống trong những căn hộ chật hẹp, chúng không cần vận động hay đi chơi quá nhiều, chỉ cần vài món đồ chơi cao su và những cái vuốt ve của bạn cũng có thể làm chúng vui cả ngày. Tuy nhiên vẫn cần cho chúng ra ngoài chạy nhảy ít nhất 3 lần / tuần để “xả stress” và giải tỏa bớt năng lượng dư thừa.Loài chó vật cưng này cũng có khả năng cảnh giác rất cao, chúng tỏ ra khá thân thiện với người lạ và tốt với những vật nuôi khác nhưng cũng rất đề phòng. Tuy nhiên cần chú ý rằng bản tính thất thường của loài chó này sẽ không phù hợp với trẻ em.

## Chăm sóc
Bộ lông của chúng cần được chăm sóc nhiều, nếu không sẽ bị rối. Shitzu là giống chó luôn thích chơi đùa và đầy tình cảm, trung thành. Bộ lông của chúng có màu rất đa dạng, nhưng nếu có một vệt trắng sáng bóng trên trán và chỏm đuôi cùng màu trắng thì sẽ được đánh giá cao. Chó Shitzu cần được vận động vừa phải và có thể thích đuổi theo một quả bóng. Chúng thích chơi đùa và sẽ tham gia hết mình vào bất kỳ trò vui nào. Chúng có mũi ngắn, mắt to nên dễ bị thương do va chạm trầy trượt nên khi nuôi giống chó này cần phải kiểm tra mắt hàng ngày. Giống chó Shih Tzu rất nhạy cảm với nhiệt độ cao, chúng không chịu được môi trường thời tiết nóng ẩm, cần cho chúng sống trong môi trường mát mẽ và thoáng đãng.
Loài chó này cũng thường sủa rất nhiều vì vậy nên cho chúng ở trong nhà để tránh chúng làm ồn, phá phách hay đào xới. Bản tính hiếu động nên chúng cần được đi dạo chơi ngoài trời hàng ngày để thư giản và hạn chế béo phì. Shih Tzu có tuổi thọ kéo dài khoảng 15 năm trở lên. Giống chó này dễ bị các vấn đề sức khỏe như sai khớp xương bánh chè, thoát vị bẹn, nhiễm trùng tai, các vấn đề về mắt như đục thủy tinh thể, các vấn đề về răng, đường hô hấp như thở khò khè và ngáy. Loài chó này cũng rất dễ tăng cân vì vậy không nên cho chúng ăn quá nhiều.